# سید محمدصالح هاشمی گلپایگانی
سید محمدصالح هاشمی گلپایگانی (متولد ۱۳۴۶) مسئول طرح کشوری بینش مطهر که ۳۴ کشور دنیا وی را تحریم نمود. ستاد امر به معروف و نهی از منکر در جمهوری اسلامی ایران است. او از خرداد ۱۴۰۰ تا خرداد ۱۴۰۲ و تا پیش از محمدحسین طاهری آکردی این سمت را در اختیار داشت.

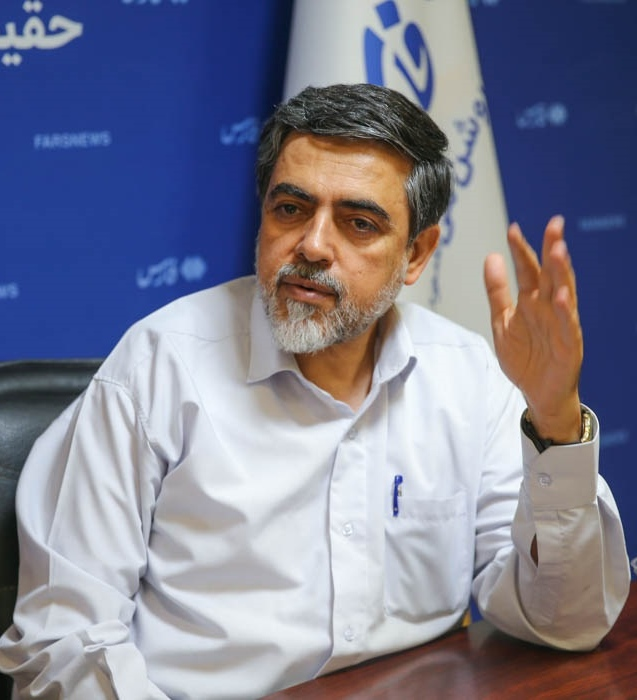
هاشمی گلپایگانی در مصاحبه با خبرگزاری فارس سال ۱۴۰۲

## زندگی
هاشمی گلپایگانی متولد تهران ۱۳۴۶ است.وی از سادات موسوی است که با ۳۰ واسطه به امام موسی کاظم می‌رسد. او نتیجه آیت‌الله سید جمال گلپایگانی، از علما و عرفای معاصر، می‌باشد. بنا به توصیه آیت‌الله بهجت، کتاب جمال السالکین را در شرح زندگانی مرحوم سید جمال به رشته تحریر درآورد.

### تحصیلات
او در مدرسه علوی تهران تا سال دوم دبیرستان تحصیل نمود.
او در دانشگاه امام صادق در رشته فلسفه و کلام تحصیل کرد و پس از اخذ دکترا به عضویت هیئت علمی این دانشگاه درآمد. او واحد گزینش این دانشگاه را تأسیس کرد و تا سال ۱۳۸۹ مسئول آن بود. وی کارشناسی خود را در رشته الهیات و کارشناسی‌ارشد را در رشته فلسفه و کلام اسلامی از دانشگاه امام صادق دریافت کرد.
او مدرک دکتری خود را در رشته مدرسی معارف اسلامی از مؤسسه آموزشی پژوهشی امام خمینی دریافت کرده‌است.

## مسئول گزینش دانشگاه امام صادق
در سال ۱۳۶۸ به دانشگاه امام صادق وارد و در رشته فلسفه و کلام تحصیل کرد و به عضویت هیئت علمی این دانشگاه درآمد. در سال ۱۳۷۱ با انتخابات دانشجویی مسئول بسیج دانشگاه شد گزینش این دانشگاه را در سال۱۳۷۴ دست گرفت و تا سال ۱۳۹۰ مسئول آن بود.

## بینش مطهر
در سال ۱۳۸۹ با حکم آیت‌الله مهدوی‌کنی به ریاست گروه معارف دانشگاه منصوب شد نام هاشمی گلپایگانی همواره به بینش مطهر شناخته می شود او به عنوان موسس طرح بینش مطهر از دانشگاه امام صادق آغاز و سپس با تالیف کتاب بینش مطهر و ایجاد نظام فکری این طرح را در سراسر کشور راه‌اندازی کرد؛ تا کنون صدها هزارنفر از بینش پژوه، سرگروه، مربی و استاد در این طرح آموزش و بکارگیری شده‌اند.
هاشمی گلپایگانی متجاوز از صد جلد کتاب تالیف و تدوین نموده است.

## طرح مسجد کوفه
هاشمی گلپایگانی در سال ۱۳۹۳ برای یک دوره پنج ساله وارد دانشگاه امام حسین سپاه شد.  طرح محلات مسجد محور موسوم به طرح مسجد کوفه را طراحی نمود؛ برای راه اندازی این طرح بزرگ ریاست دانشگاه علمی کاربردی حضرت رسول در مراکز امام حسین را عهده دار شد؛ رشته اندشه و ترویج اسلامی برای اداره محلات توسط مردم را به تصویب رسانید و چندین هزار نفر دانشجو در این رشته مشغول به تحصیل و فعالیت در محلات و مساجد شدند و ائمه جماعات مساجد نیز در دوره کارشناسی ارشد همین رشته شرکت نمودند . هاشمی گلپایگانی سپس مسئول مرکز مطالعات راهبردی تعلیم و تربیت دانشگاه امام حسین شد.

## دانشگاه آزاد اسلامی
هاشمی گلپایگانی در سال تیرماه ۱۳۹۹ رییس مرکز جذب هیات علمی دانشگاه آزاد اسلامی منصوب شد. این دانشگاه با بیست و سه هزار و ششصد هیات علمی و متجاوز از ۵۰ هزار حق التدریس بزرگترین مجتمع دانشگاهی می باشد.
در این مدت تعداد قابل توجهی اساتید جوان متدین و انقلابی، جایگزین بالغ بر ۵۰۰ تن از اساتید باز نشسته و بازخرید شدند.
هاشمی گلپایگانی با توجه به مسئولیت همزمان ستاد امربه معروف و دانشگاه ازاد در پایان شهریور ۱۴۰۰ از دانشگاه آزاد اسعتفا داد.

## ستاد امر به معروف و نهی از منکر
هاشمی گلپایگانی در خرداد ۱۴۰۰ از سوی کاظم صدیقی، رئیس ستاد امر به معروف و نهی از منکر، به عنوان دبیر این ستاد منصوب و جایگزین جلیل محبی شد. او قدرت و اختیارات این نهاد را در حد یک وزارتخانه دانسته‌است. او اعلام کرده میزان بدحجابی در ایران به بالای ۵۰ درصد رسیده‌است. او از ترویج ناامیدی در بین آمران به معروف حجاب اجباری انتقاد کرده‌است.
گلپایگانی اعلام کرد این ستاد با تدوین طرح حجاب و عفاف، اصلاح وضعیت حجاب را از کارمندان دولت شروع کرده و شاخص‌های حجاب را در زمستان ۱۴۰۰ به نهادهای دولتی ابلاغ کرده‌است. به گفته او در این طرح بدحجابی به جای جرم تخلف تعیین شده‌است.
گلپایگانی از این که مسئولان حکومت ایران فرزندان خود را به خارج از این کشور می‌فرستند انتقاد کرده و گفته بین سه تا چهار هزار نفر از فرزندان این مقامات در خارج از این کشور اقامت دارند.
ارائه طرح وزارت خانواده و جوانی جمعیت، آمادگی برای ساماندهی اعتراضات مردمی، تشکیل قرارگاه گام (گشت ارشاد مسئولان)، اارائه طرح مساجد محله محور ، ارائه طرح تغییر نحوه انتخاب اعضای شوراهای اسلامی شهرها و… از دیگر اقدامات هاشمی گلپایگانی در دوران مسئولیتش است.
گلپایگانی در سپتامبر ۲۰۲۲، اعلام کرد برنامه‌هایی برای استفاده از دوربین‌های نظارتی مترو و تشخیص چهره برای یافتن زنانی که قوانین حجاب را رعایت نمی‌کنند در دست دارد. اظهارات گلپایگانی انتقادات گسترده‌ای را به خود جلب کرد و یک پایگاه وابسته به صداوسیما ادعای او را رد کرد.
گلپایگانی گفت در صورت جریمه رانندگان تاکسی‌های اینترنتی که افراد بدحجاب را سوار می‌کنند، ۵۰٪ «مشکل حجاب» حل می‌شود.

### پویش حمایت از طرح و شخص هاشمی گلپایگانی
اظهارات گلپایگانی انتقاد سید مجتبی توانگر، از نمایندگان مجلس شورای اسلامی و وابسته به حزب آقای قالیباف را برانگیخت و او خواهان برکناری گلپایگانی در صورت عدم سکوت او شد. همچنین مهدی فضائلی از جمله افراد نزدیک به دفتر رهبر جمهوری اسلامی ایران در توئیتی از سخنان گلپایگانی انتقاد کرد.
در پی انتقادات و حواشی پیرامون طرح عفاف و حجاب و هاشمی گلپایگانی، ابراهیم مومنی روش، فعال فضای مجازی و اجتماعی در حمایت از طرح عفاف و حجاب و شخص هاشمی گلپایگانی، پویشی را در خبرگزاری فارس من راه‌اندازی کرد. وی از آقایان توانگر و رضوی خواست تا مانع از تصویب طرح عفاف و حجاب ستاد امر به معروف نشوند و نمایندگان مجلس نیز نسبت به تصویب این طرح اهتمام ورزند. در این پویش، ۱۹۴۲۰ نفر از این اقدام حمایت کردند.

## تحریم‌ها

### کانادا
- کانادا در ۲۱ مهر ۱۴۰۱ به اتهام «نقض فاحش حقوق بشر از جمله حقوق زنان، پخش اطلاعات نادرست به منظور توجیه سرکوبگری‌های رژیم ایران و آزار و اذیت شهروندان ایرانی» هاشمی گلپایگانی را تحت تحریم قرار داد.[۲۵]

هاشمی گلپایگانی در نامه ای به نخست وزیر کانادا پیداشدن گورهای دسته جمعی را در آن کشور فاجعه بشریت و ناقض حقوق انسانیت معرفی نمود و خواستار عذر خواهی و ندامت کانادا در مساله حقوق بشر به جای وقاحت طلبکاری شد

### اتحادیه اروپا
- ۳۱ کشور اتحادیه اروپا در ۲۴ ژانویه ۲۰۲۳ بر ضد جمهوری اسلامی تحریم‌های جدیدی را منتشر کرد که در فهرست تحریم‌ها ۱۸ شخصیت حقیقی و ۱۹ شخصیت حقوقی جمهوری اسلامی از جمله هاشمی گلپایگانی قرار گرفتند.[۲۷][۲۸][۲۹]

### انگلیس و نیوزلند
انگستان در هفدهم اسفند ماه، مصادف با روز نیمه شعبان، از ایران فقط یک شخصیت حقیقی را مورد تحریم قرار داد که هاشمی گلپایگانی بود حتی پس از استعفای هاشمی گلپایگانی کشور نیوزلند مستعمره پادشاهی انگلستان هاشمی گلپایگانی را مورد تحریم قرار داد.

## استعفا از دبیری ستاد
در طول مدت مسئولیت هاشمی گلپایگانی بینش مطهر را رها نکرد و در ستاد دوره های بینش معروف برگزار نمود.
او در تاریخ سوم خرداد ۱۴۰۲ پس از یک دوره دوساله از ستاد امر به معروف و نهی از منکر استعفا داد.
هرچند امربه معروف و نهی از منکر به هیچ وجه استعفا بردار و پایان پذیر نیست و بنده نیز هیچگاه صحنه را خالی نکرده و تسلیم هجمه ها و فشارهای خارجی و داخلی نشدم ولی در ادامه مسیر به خاطر عمدتا فشارهای بعضی از مسئولین که عملکردشان مورد نقد قرار گرفته بودند و اطرافیان جنابعالی، از چهار ماه قبل مقرر شد در جابجایی مسئولیت و چرخش مدیریت که شاید باب جدیدی از تعاملات گشوده شود، درپایان دوره دوساله، مسئولیت به فرد دیگری واگذار گردد.